# Henryane de Chaponay
Henryane de Chaponay (née Henriane Marie Pierre Manuela Constance Antoinette de Chaponay le 8 mai 1924 à Cannes et morte le 9 octobre 2019 à Paris (17e),) est une aristocrate et philanthrope française, figure de l'altermondialisme et de CCFD-Terre solidaire.

## Biographie
Henryane de Chaponay est une aristocrate française dont les combats contre le colonialisme, en faveur des droits de l’homme et aux côtés des altermondialistes lui ont valu le surnom de « comtesse rouge »,. Elle est fille d'Antoine de Chaponay, marquis de Chaponay-Morancé, et de la princesse Geneviève d’Orléans — donc descendante directe du roi Louis-Philippe. Elle est la petite-fille de la princesse Henriette de Belgique, sœur du roi Albert Ier et duchesse de Vendôme.
Ses parents s’installent à Tanger puis à Rabat, fuyant l’Occupation. Henryane part, pour ses études, aux États-Unis puis rejoint ses parents après le débarquement américain. Comme son père, elle se prononce pour l'indépendance du Maroc. Elle s'engage aux côtés des « Français Libéraux » dans le groupe de « La Vie Nouvelle » de Rabat. 
En 1953, elle anime aux côtés de Louis Massignon et de François Mauriac des mouvements de protestation contre la déposition de Mohammed V. 
Après l'indépendance, en 1956, le ministre des affaires étrangères du Maroc, Ahmed Balafrej, la sollicite pour participer à la naissance du service culturel. Elle fait la connaissance de Mehdi Ben Barka et elle participe au journal de l’Istiqlal en tenant une rubrique sur la femme marocaine. En 1957 elle fonde, au Maroc, avec l’abbé Pierre, l’Institut de recherches et d'applications des méthodes de développement (IRAM), au service de l’animation rurale pour le développement. 
Elle quitte le Maroc en 1964. Fin 1965, peu après l’enlèvement de Ben Barka en plein Paris, Henryane de Chaponay publie dans Le Monde une lettre ouverte au roi du Maroc Hassan II, demandant « des assurances permettant d’écarter tout doute de notre esprit » sur la disparition non élucidée de Mehdi Ben Barka, principal opposant du roi.
En 1970, le Conseil œcuménique des Églises lui confie une mission en Amérique du Sud afin de sélectionner des projets. Elle travaille avec le R.P. Lebret et avec Chico Whitaker. Elle rentre au CCFD. En 1975, avec Paulo Freire et d'autres, elle fonde le Centre d’étude du développement en Amérique latine (CEDAL).
À partir des années 2000, elle participe aux Forums sociaux mondiaux (FSM), le dernier étant celui de Salvador de Bahia (à l’âge de 93 ans).
Henryane de Chaponay fonde en 2001, et préside jusqu’à son décès, la Fondation Beija Flor abritée par la Fondation de France. La fondation soutient des projets de développement durable innovants et favorise les échanges entre acteurs sociaux dans les pays du Maghreb et d’Amérique latine.
Après une vie riche en engagements, elle meurt en 2019 à l'âge de 95 ans. Sans conjoint ni enfants, ses parents étant inhumés l’un au Maroc, l’autre au Brésil, Henryane de Chaponay exprime dans son testament son souhait d'être inhumée dans le caveau de ses grands-parents.
Ses exécuteurs testamentaires entrent en procès contre Jean d’Orléans, président d’honneur de la Fondation Saint-Louis, qui refuse à Henryane la sépulture dans la chapelle royale à Dreux.

## Décorations
- Médaille vermeil de la ville de Paris
- Prix de la Réciprocité, de l'association FORESCO, 2011[14]
- Docteur honoris causa de l’université fédérale de Bahia
- Prix Hypathie d’Alexandrie, 2016, décerné par l'association "Feyzin, Europe", dans le cadre de sa Fête de l'Europe, en mai, en hommage à Hypathie d'Alexandrie, femme d'exception
- Prix de la Paix Barthélemy Boganda, 2016[15]
- Trophée d'or Berceau de l'Humanité pour la protection de notre Terre de l'Association France-Éthiopie, 2019[16]